# Hängklänning
Hängklänning är en klänning utan midja och smal i axlarna. Den faller antingen rakt (reformklänning, Charlestonklänning, säckklänning) eller är klockad eller nedtill starkt utsvängd (trapetslinje).